# Arrondissement de la Châtre
L'arrondissement de la Châtre est une division administrative française, située dans le département de l'Indre, en région Centre-Val de Loire.

## Géographie
Cet arrondissement est organisé autour de la commune de La Châtre.
Il s'étend dans les parties sud et sud-est du département.
Son altitude minimum est de 155 m à Buxières-d'Aillac. Son altitude maximum est de 467 m à Crevant.
Sa superficie est de 1 323,20 km2 jusqu'en 2017, puis 1 204,16 km2 à partir de 2018.

## Histoire
Le 17 février 1800 a été créé l'arrondissement de la Châtre.
Avant mars 2015, l'arrondissement de la Châtre était composées des cantons de : Aigurande, La Châtre, Éguzon-Chantôme, Neuvy-Saint-Sépulchre et Sainte-Sévère-sur-Indre.
Depuis mars 2015, à la suite du redécoupage cantonal de 2014, certaines communes ont changé de cantons.
Le 1er janvier 2018, les communes de Badecon-le-Pin, Baraize, Bazaiges, Ceaulmont, Cuzion, Éguzon-Chantôme, Gargilesse-Dampierre et Pommiers ne sont plus rattaché à l'arrondissement de la Châtre mais a celui de Châteauroux et à l'inverse Buxières-d'Aillac rejoint l'arrondissement.

## Composition
Depuis 2015, le nombre de communes des arrondissements varie chaque année soit du fait du redécoupage cantonal de 2014 qui a conduit à l'ajustement de périmètres de certains arrondissements, soit à la suite de la création de communes nouvelles. L'arrondissement de la Châtre était composées des cantons d'Aigurande, La Châtre, Éguzon-Chantôme, Neuvy-Saint-Sépulchre et Sainte-Sévère-sur-Indre. Le nombre de communes en 2015 est ainsi de 58.

### Découpage en 2016 et 2017
L'arrondissement était composée des cantons d'Argenton-sur-Creuse (8/20 communes), La Châtre (26/34 communes) et Neuvy-Saint-Sépulchre (24/25 communes).
Le nombre de communes en 2016 et 2017 est ainsi de 58,,.
- Aigurande
- Badecon-le-Pin
- Baraize
- Bazaiges
- La Berthenoux
- Briantes
- La Buxerette
- Ceaulmont
- Champillet
- Chassignolles
- La Châtre
- Cluis
- Crevant
- Crozon-sur-Vauvre
- Cuzion
- Éguzon-Chantôme
- Feusines
- Fougerolles
- Gargilesse-Dampierre
- Gournay
- Lacs
- Lignerolles
- Lourdoueix-Saint-Michel
- Lourouer-Saint-Laurent
- Lys-Saint-Georges
- Le Magny
- Maillet
- Malicornay
- Mers-sur-Indre
- Montchevrier
- Montgivray
- Montipouret
- Montlevicq
- La Motte-Feuilly
- Mouhers
- Néret
- Neuvy-Saint-Sépulchre
- Nohant-Vic
- Orsennes
- Pérassay
- Pommiers
- Pouligny-Notre-Dame
- Pouligny-Saint-Martin
- Saint-Août
- Saint-Chartier
- Saint-Christophe-en-Boucherie
- Saint-Denis-de-Jouhet
- Sainte-Sévère-sur-Indre
- Saint-Plantaire
- Sarzay
- Sazeray
- Thevet-Saint-Julien
- Tranzault
- Urciers
- Verneuil-sur-Igneraie
- Vicq-Exemplet
- Vigoulant
- Vijon

### Découpage depuis 2018
L'arrondissement est composé des cantons de La Châtre (26/34 communes) et Neuvy-Saint-Sépulchre.
Le nombre de communes en 2018 est ainsi de 51,,.
Au 1er janvier 2024, l'arrondissement groupe les 51 communes suivantes :
| Nom                           | Code Insee | Intercommunalité                 | Superficie (km2) | Population (dernière pop. légale) | Densité (hab./km2) | Modifier                                    |
| ----------------------------- | ---------- | -------------------------------- | ---------------- | --------------------------------- | ------------------ | ------------------------------------------- |
| La Châtre (chef-lieu)         | 36046      | CC de La Châtre et Sainte-Sévère | 6,06             | 4 038 (2022)                      | 666                | modifier les données · modifier les données |
| Aigurande                     | 36001      | CC de la Marche Berrichonne      | 27,77            | 1 329 (2022)                      | 48                 | modifier les données · modifier les données |
| La Berthenoux                 | 36017      | CC de La Châtre et Sainte-Sévère | 39,82            | 361 (2022)                        | 9,1                | modifier les données · modifier les données |
| Briantes                      | 36025      | CC de La Châtre et Sainte-Sévère | 23,12            | 596 (2022)                        | 26                 | modifier les données · modifier les données |
| La Buxerette                  | 36028      | CC de la Marche Berrichonne      | 10,99            | 111 (2022)                        | 10                 | modifier les données · modifier les données |
| Buxières-d'Aillac             | 36030      | CC du Val de Bouzanne            | 25,75            | 243 (2022)                        | 9,4                | modifier les données · modifier les données |
| Champillet                    | 36038      | CC de La Châtre et Sainte-Sévère | 6,94             | 126 (2022)                        | 18                 | modifier les données · modifier les données |
| Chassignolles                 | 36043      | CC de La Châtre et Sainte-Sévère | 29,94            | 533 (2022)                        | 18                 | modifier les données · modifier les données |
| Cluis                         | 36056      | CC du Val de Bouzanne            | 35,32            | 979 (2022)                        | 28                 | modifier les données · modifier les données |
| Crevant                       | 36060      | CC de la Marche Berrichonne      | 36,54            | 706 (2022)                        | 19                 | modifier les données · modifier les données |
| Crozon-sur-Vauvre             | 36061      | CC de la Marche Berrichonne      | 27,69            | 331 (2022)                        | 12                 | modifier les données · modifier les données |
| Feusines                      | 36073      | CC de La Châtre et Sainte-Sévère | 12,49            | 208 (2022)                        | 17                 | modifier les données · modifier les données |
| Fougerolles                   | 36078      | CC du Val de Bouzanne            | 17,17            | 352 (2022)                        | 21                 | modifier les données · modifier les données |
| Gournay                       | 36084      | CC du Val de Bouzanne            | 20,33            | 280 (2022)                        | 14                 | modifier les données · modifier les données |
| Lacs                          | 36091      | CC de La Châtre et Sainte-Sévère | 13,46            | 655 (2022)                        | 49                 | modifier les données · modifier les données |
| Lignerolles                   | 36095      | CC de La Châtre et Sainte-Sévère | 13,00            | 115 (2022)                        | 8,8                | modifier les données · modifier les données |
| Lourdoueix-Saint-Michel       | 36099      | CC de la Marche Berrichonne      | 19,67            | 303 (2022)                        | 15                 | modifier les données · modifier les données |
| Lourouer-Saint-Laurent        | 36100      | CC de La Châtre et Sainte-Sévère | 11,21            | 250 (2022)                        | 22                 | modifier les données · modifier les données |
| Lys-Saint-Georges             | 36108      | CC du Val de Bouzanne            | 12,98            | 200 (2022)                        | 15                 | modifier les données · modifier les données |
| Le Magny                      | 36109      | CC de La Châtre et Sainte-Sévère | 17,84            | 1 015 (2022)                      | 57                 | modifier les données · modifier les données |
| Maillet                       | 36110      | CC du Val de Bouzanne            | 25,02            | 242 (2022)                        | 9,7                | modifier les données · modifier les données |
| Malicornay                    | 36111      | CC du Val de Bouzanne            | 16,31            | 189 (2022)                        | 12                 | modifier les données · modifier les données |
| Mers-sur-Indre                | 36120      | CC du Val de Bouzanne            | 25,45            | 664 (2022)                        | 26                 | modifier les données · modifier les données |
| Montchevrier                  | 36126      | CC de la Marche Berrichonne      | 34,70            | 448 (2022)                        | 13                 | modifier les données · modifier les données |
| Montgivray                    | 36127      | CC de La Châtre et Sainte-Sévère | 25,48            | 1 557 (2022)                      | 61                 | modifier les données · modifier les données |
| Montipouret                   | 36129      | CC du Val de Bouzanne            | 27,89            | 611 (2022)                        | 22                 | modifier les données · modifier les données |
| Montlevicq                    | 36130      | CC de La Châtre et Sainte-Sévère | 18,79            | 106 (2022)                        | 5,6                | modifier les données · modifier les données |
| La Motte-Feuilly              | 36132      | CC de La Châtre et Sainte-Sévère | 5,68             | 74 (2022)                         | 13                 | modifier les données · modifier les données |
| Mouhers                       | 36133      | CC du Val de Bouzanne            | 17,89            | 205 (2022)                        | 11                 | modifier les données · modifier les données |
| Néret                         | 36138      | CC de La Châtre et Sainte-Sévère | 19,05            | 188 (2022)                        | 9,9                | modifier les données · modifier les données |
| Neuvy-Saint-Sépulchre         | 36141      | CC du Val de Bouzanne            | 35,11            | 1 657 (2022)                      | 47                 | modifier les données · modifier les données |
| Nohant-Vic                    | 36143      | CC de La Châtre et Sainte-Sévère | 21,25            | 451 (2022)                        | 21                 | modifier les données · modifier les données |
| Orsennes                      | 36146      | CC de la Marche Berrichonne      | 49,28            | 705 (2022)                        | 14                 | modifier les données · modifier les données |
| Pérassay                      | 36156      | CC de La Châtre et Sainte-Sévère | 24,19            | 415 (2022)                        | 17                 | modifier les données · modifier les données |
| Pouligny-Notre-Dame           | 36163      | CC de La Châtre et Sainte-Sévère | 33,75            | 641 (2022)                        | 19                 | modifier les données · modifier les données |
| Pouligny-Saint-Martin         | 36164      | CC de La Châtre et Sainte-Sévère | 15,66            | 232 (2022)                        | 15                 | modifier les données · modifier les données |
| Saint-Août                    | 36180      | CC de La Châtre et Sainte-Sévère | 54,11            | 817 (2022)                        | 15                 | modifier les données · modifier les données |
| Saint-Chartier                | 36184      | CC de La Châtre et Sainte-Sévère | 27,52            | 465 (2022)                        | 17                 | modifier les données · modifier les données |
| Saint-Christophe-en-Boucherie | 36186      | CC de La Châtre et Sainte-Sévère | 26,89            | 234 (2022)                        | 8,7                | modifier les données · modifier les données |
| Saint-Denis-de-Jouhet         | 36189      | CC de la Marche Berrichonne      | 43,48            | 969 (2022)                        | 22                 | modifier les données · modifier les données |
| Saint-Plantaire               | 36207      | CC de la Marche Berrichonne      | 34,07            | 602 (2022)                        | 18                 | modifier les données · modifier les données |
| Sainte-Sévère-sur-Indre       | 36208      | CC de La Châtre et Sainte-Sévère | 26,03            | 775 (2022)                        | 30                 | modifier les données · modifier les données |
| Sarzay                        | 36210      | CC de La Châtre et Sainte-Sévère | 18,30            | 300 (2022)                        | 16                 | modifier les données · modifier les données |
| Sazeray                       | 36214      | CC de La Châtre et Sainte-Sévère | 22,69            | 296 (2022)                        | 13                 | modifier les données · modifier les données |
| Thevet-Saint-Julien           | 36221      | CC de La Châtre et Sainte-Sévère | 30,94            | 395 (2022)                        | 13                 | modifier les données · modifier les données |
| Tranzault                     | 36226      | CC du Val de Bouzanne            | 17,97            | 347 (2022)                        | 19                 | modifier les données · modifier les données |
| Urciers                       | 36227      | CC de La Châtre et Sainte-Sévère | 19,02            | 239 (2022)                        | 13                 | modifier les données · modifier les données |
| Verneuil-sur-Igneraie         | 36234      | CC de La Châtre et Sainte-Sévère | 9,84             | 343 (2022)                        | 35                 | modifier les données · modifier les données |
| Vicq-Exemplet                 | 36236      | CC de La Châtre et Sainte-Sévère | 38,74            | 321 (2022)                        | 8,3                | modifier les données · modifier les données |
| Vigoulant                     | 36238      | CC de La Châtre et Sainte-Sévère | 9,71             | 99 (2022)                         | 10                 | modifier les données · modifier les données |
| Vijon                         | 36240      | CC de La Châtre et Sainte-Sévère | 21,26            | 289 (2022)                        | 14                 | modifier les données · modifier les données |
| Arrondissement de la Châtre   | 363        |                                  | 1 204,20         | 27 607 (2022)                     | 23                 | modifier les données                        |

## Administration
| Période          | Période          | Identité            | Fonction précédente | Observation |
| ---------------- | ---------------- | ------------------- | ------------------- | ----------- |
| ?                | 1934             | ?                   |                     | ?           |
| 1934             | 1er octobre 2018 | Michel Levallois    |                     | ?           |
| 1er octobre 2018 | En cours         | Bénédicte Cartelier |                     | ?           |

## Démographie
En 2022, l'arrondissement comptait 27 607 habitants.
| 1968   | 1975   | 1982   | 1990   | 1999   | 2006   | 2011   | 2016   | 2021   |
| ------ | ------ | ------ | ------ | ------ | ------ | ------ | ------ | ------ |
| 41 825 | 38 454 | 36 538 | 34 534 | 33 275 | 33 536 | 33 443 | 28 433 | 27 656 |

| 2022   | - | - | - | - | - | - | - | - |
| ------ | - | - | - | - | - | - | - | - |
| 27 607 | - | - | - | - | - | - | - | - |